# نیکول بیلا
نیکول بیلا (انگلیسی: Nicole Billa؛ زادهٔ ۵ مارس ۱۹۹۶) بازیکن فوتبال اهل اتریش است.
از باشگاه‌هایی که در آن بازی کرده‌است می‌توان به باشگاه فوتبال هوفنهایم (زنان) و باشگاه فوتبال هوفنهایم اشاره کرد.
وی همچنین در تیم‌های ملی فوتبال Austria women's national under-17 football team, Austria women's national under-19 football team، و زنان اتریش بازی کرده‌است.